# Ľudovít Černáček
Ľudovít Černáček (19. srpna 1927 – 4. října 2013) byl slovenský a československý politik Komunistické strany Slovenska a poslanec Sněmovny národů Federálního shromáždění za normalizace.

## Biografie
K roku 1971 se profesně uvádí jako dělník. K roku 1976 jako brusič.
Ve volbách roku 1971 zasedl do slovenské části Sněmovny národů (volební obvod č. 102 - Nové Mesto nad Váhom, Západoslovenský kraj). Mandát obhájil ve volbách roku 1976 (obvod Nové Mesto nad Váhom). Ve FS setrval do konce funkčního období, tedy do voleb roku 1981.